# دره پرش ببر
دره پرش ببر (انگلیسی: Tiger Leaping Gorge) یا ژرف‌دره تیگر لیپینگ (چینی: 虎跳峡; پین‌یین: Hǔ tiào xiá) یک ژرف‌درهٔ زیبا بر روی رود جینشا است که یکی از شاخه‌های اصلی رود یانگ‌تسه به‌شمار می‌رود. این ژرف‌دره در فاصلهٔ ۶۰ کیلومتر (۳۷ مایل) شمال لیجیانگ، در استان یون‌نان در جنوب‌غربی چین واقع شده است. این منطقه جزء مناطق حفاظت‌شده یون‌نان است که در فهرست میراث جهانی یونسکو قرار دارد.
افسانه‌ها می‌گویند نام این ژرف‌دره از یک ببر شکار شده گرفته شده است که در نقطهٔ باریک‌ترین قسمت رودخانه (که هنوز ۲۵ متر (۸۲ فوت) عرض دارد) با پریدن از روی رودخانه، از دست شکارچیان فرار کرده است و از سنگی در وسط رودخانه برای پریدن استفاده کرده است.
ژرف‌دره تیگر لیپینگ با عمق حداکثر حدود ۳٬۷۹۰ متر (۱۲٬۴۳۰ فوت) از سطح رودخانه تا قلهٔ کوه، یکی از عمیق‌ترین و زیباترین ژرف‌دره‌های رودخانه‌ای در جهان است. ساکنان این منطقه عمدتاً از مردم ناشی هستند که در چندین دهکدهٔ کوچک زندگی می‌کنند. معیشت اصلی آن‌ها از تولید غلات تأمین می‌شود و امروزه گردشگری پیاده‌روی نیز منبع درآمد آن‌هاست.

## جغرافیا

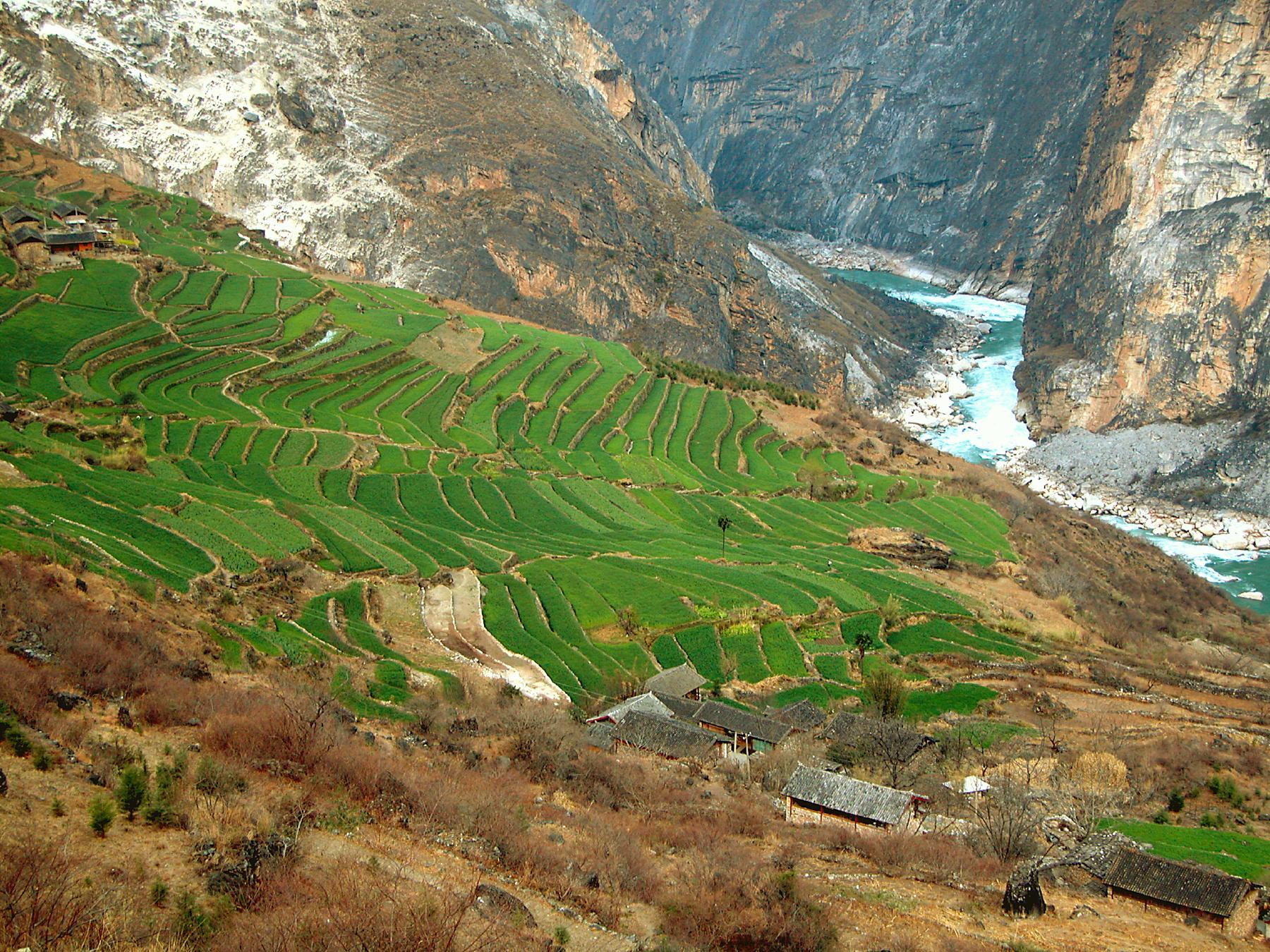
مزرعه‌های تراس در کنار ژرف‌دره تیگر لیپینگ

ژرف‌دره تیگر لیپینگ در حدود ۱۵ کیلومتر (۹٫۳ مایل) طول دارد و جایی است که رودخانه از میان رشته‌کوه‌های یولونج با ارتفاع ۵٬۵۹۶ متر (۱۸٬۳۶۰ فوت) و کوه‌های برفی هابا با ارتفاع ۵٬۳۹۶ متر (۱۷٬۷۰۳ فوت) عبور می‌کند و در این مسیر، رودخانه از زیر صخره‌های عمودی با ارتفاع ۲٬۰۰۰ متر (۶٬۶۰۰ فوت) می‌گذرد.
از نظر اداری، رودخانه در این منطقه مرز بین شهرستان خودمختار یولون ناتسی در لیجیانگ (در کنار راست) و شهرستان شانگریلا در ولایت خودمختار دیگینگ تبتی (در کنار چپ) است.
این ژرف‌دره به‌عنوان ناپیمود در نظر گرفته می‌شود. در اوایل دهه ۱۹۸۰، چهار رودگردی سعی کردند تا از دره عبور کنند اما هیچ‌گاه دیده نشدند. در سال ۱۹۸۶، اولین تلاش موفق برای عبور از این ژرف‌دره صورت گرفت که توسط نخستین گروهی بود که تصمیم به عبور از طول کامل رود یانگ‌تسه گرفتند و این سفر را از دریاچه یخچالی گِلَندَندونگ آغاز کردند.

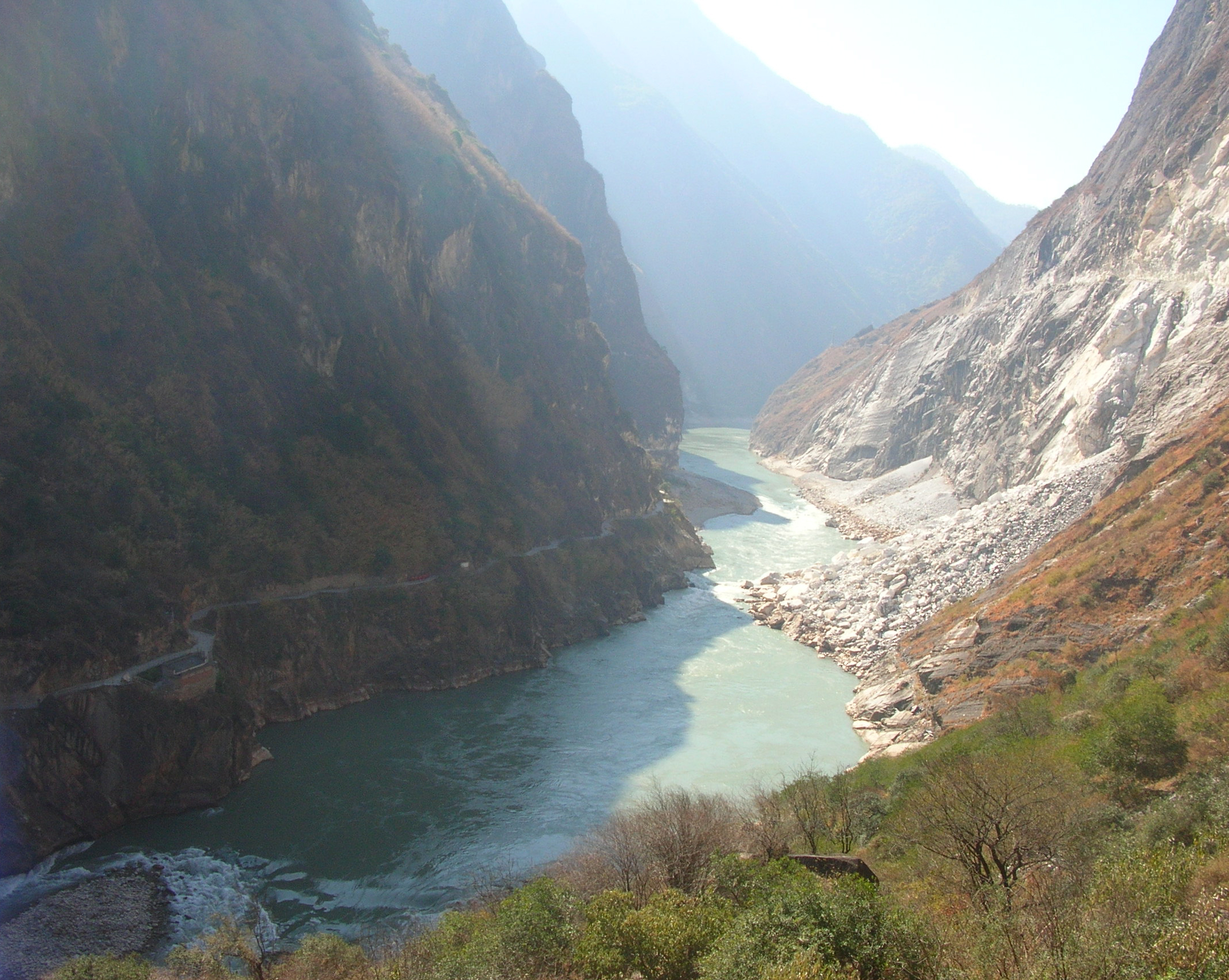
نمای نزدیک از ژرف‌دره

این منطقه در سال ۱۹۹۳ به‌طور رسمی به روی گردشگران خارجی باز شد، اما پیش از آن در دهه ۱۹۸۰ گردشگران ماجراجو به این منطقه جذب شده بودند. مقامات برنامه دارند تا مسیرها و جاده‌های موجود را بهبود بخشیده و اتوبوس‌های توریستی و امکانات بیشتری را به منطقه بیاورند. این برنامه‌ها واکنش‌های متفاوتی از جمعیت محلی را به همراه داشته است، از مخالفت شدید تا حمایت قوی.
کریستال‌های طبیعی از مناطقی در اطراف ژرف‌دره تیگر لیپینگ استخراج می‌شوند.